# Віднова
«Віднова» — науковий часопис-альманах з актуальних проблем політики та культури українського суспільства, який видавався у вигляді спеціальних тематичних випусків протягом 1984—87 за редакцією Я.Пеленського. Вийшло 7 номерів у 6 випусках. 1—5 випуски
видані в Мюнхені (Німеччина) видавництвом «Віднова», 6-й — у Філадельфії (США) Східно-європейським інститутом ім. В.Липинського.
- 1-й вип. присвячений 100-річчю українського жіночого руху (1884—1984);
- 2-й — проблемам українсько-російських відносин;
- 3-й — українсько-польським відносинам;
- 4-й — історії України та українських проблем в польській опозиційній публіцистиці 70—80-х рр. 20 ст.;
- 5-й — Чорнобильській катастрофі 1986;
- 6-й (подвійний — № 6/7) — політичній ситуації в УРСР за часів перебудови.